# Maurice Monnot
Maurice Monnot (fl. XX secolo) è stato un velista francese.
Partecipò ai giochi della II Olimpiade di Parigi nel 1900 a bordo di Souriceau. Nella prima gara della categoria da 0 a mezza tonnellata giunse quarto mentre nella seconda gara della stessa categoria arrivò quinto. Nella categoria aperta, invece, non riuscì a classificarsi.